# Stavelot
Stavelot là một đô thị ở tỉnh Liège. Tại thời điểm ngày 1 tháng 1 năm 2006, Stavelot có tổng dân số 6.671 người. Tổng diện tích là 85.07 km² với mật độ dân số 78 người trên mỗi km².

## Hình ảnh

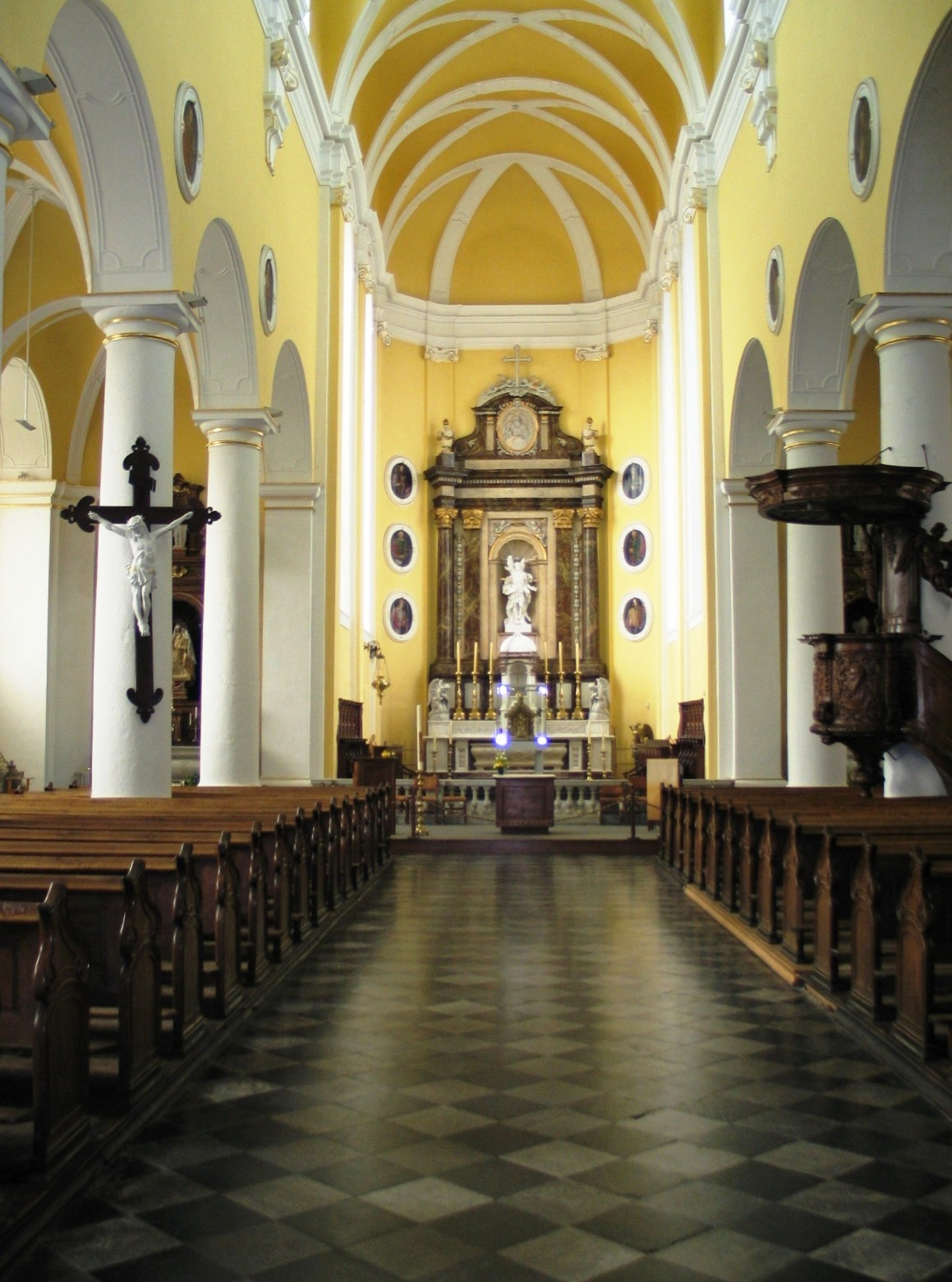
Bên trong Giáo đường St Sebastian
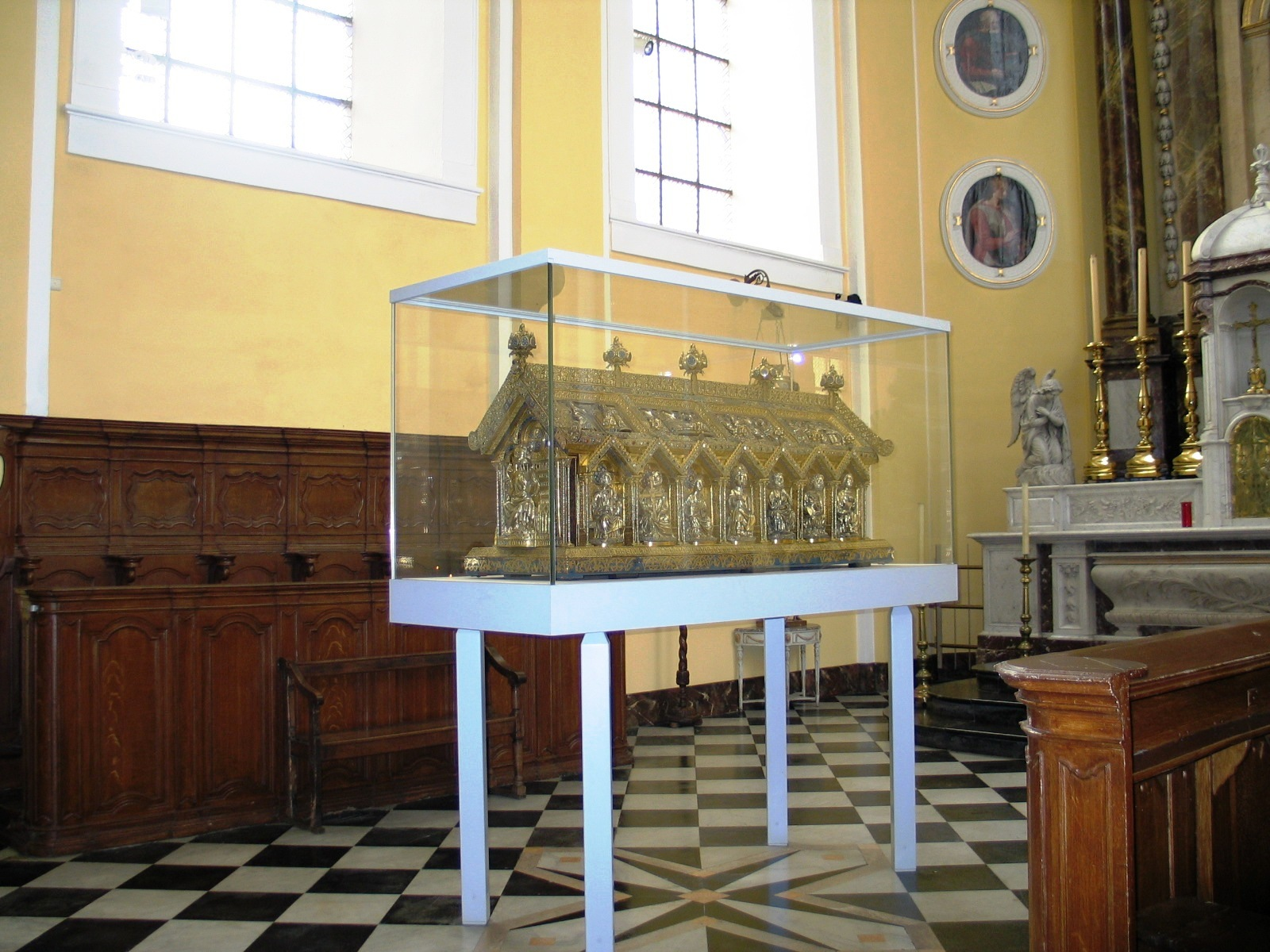
Reliquary Remaclus ở Giáo đường St Sebastian
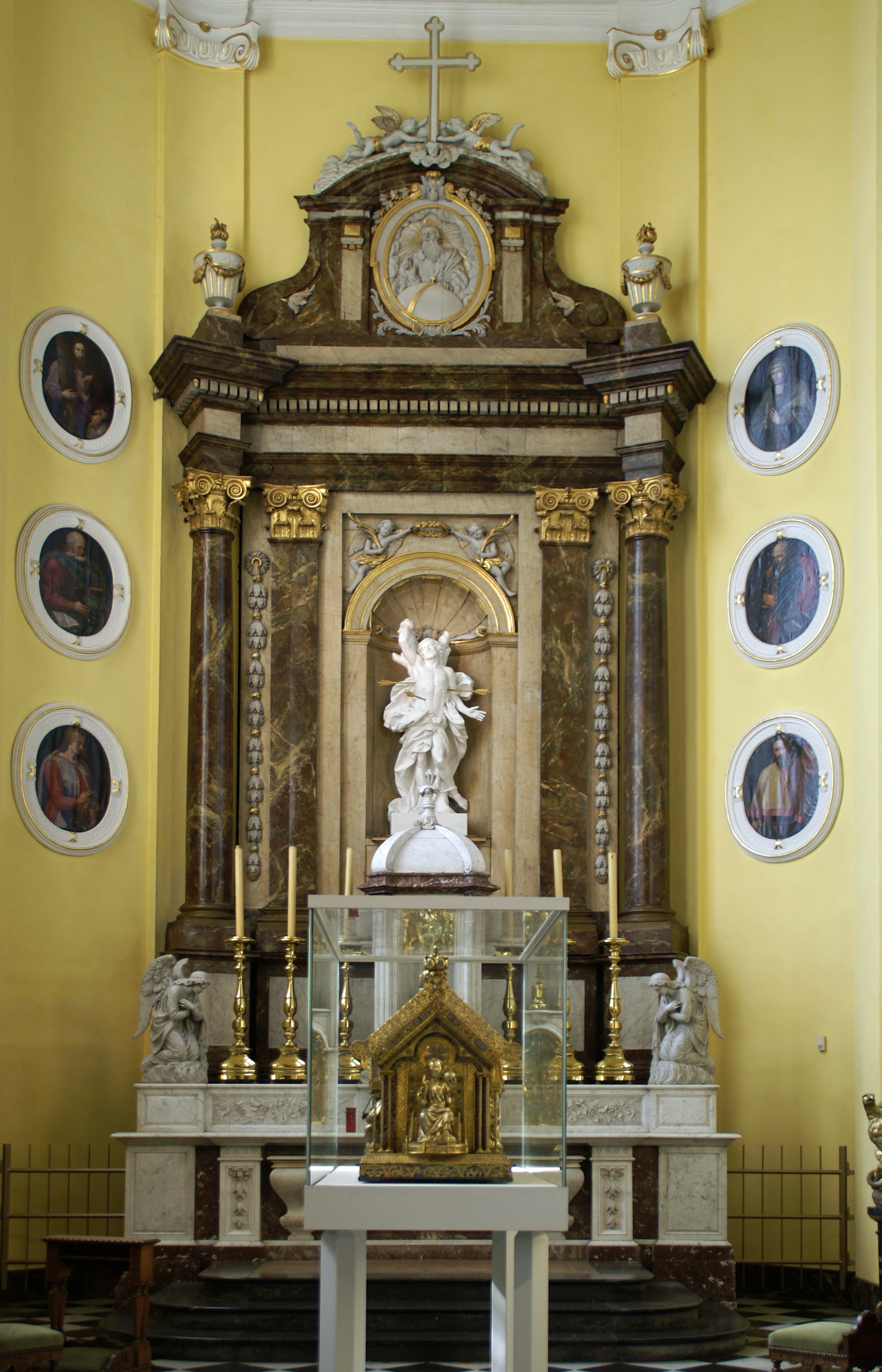
Tượng St Sebastian và reliquary Remaclus
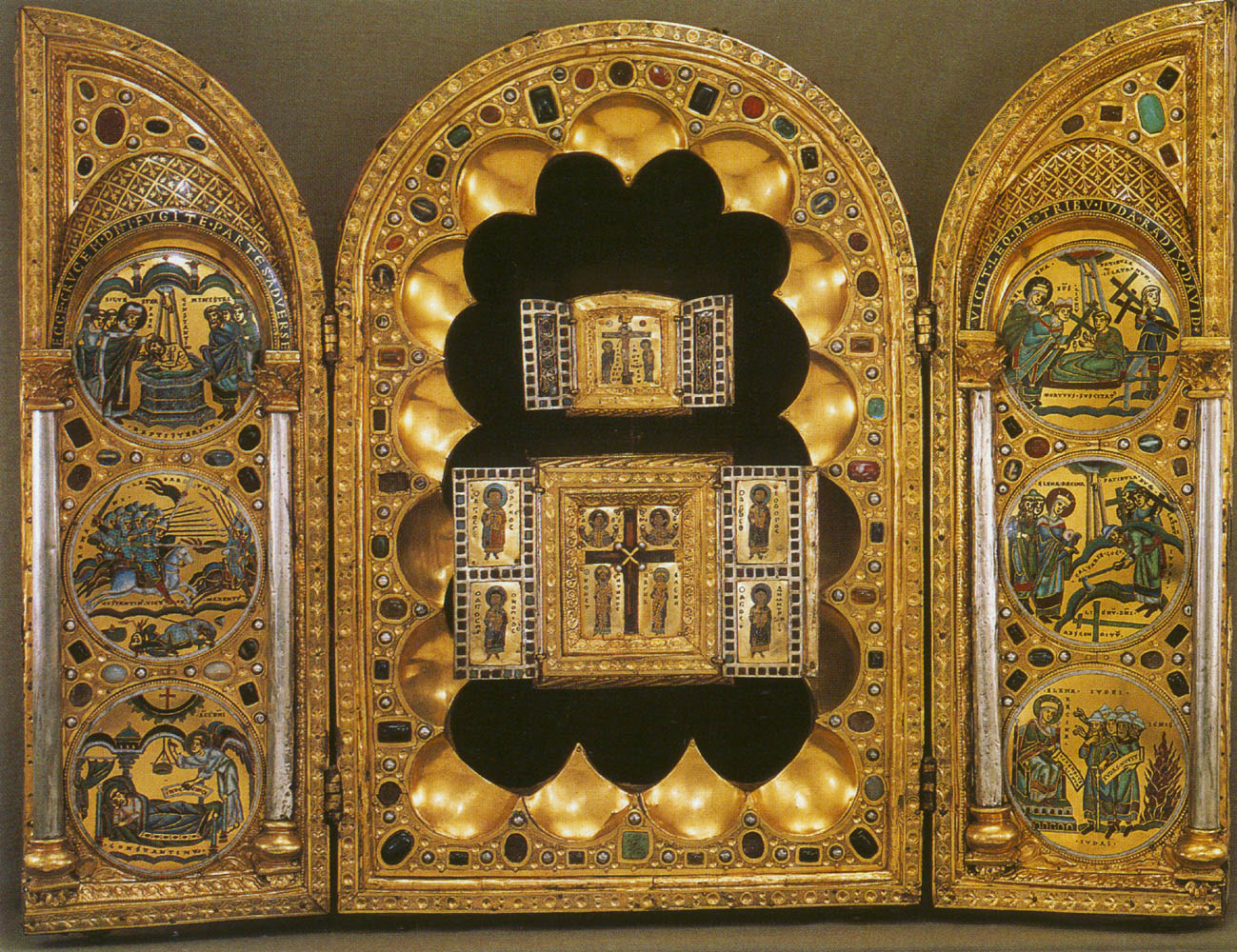
Stavelot Triptych
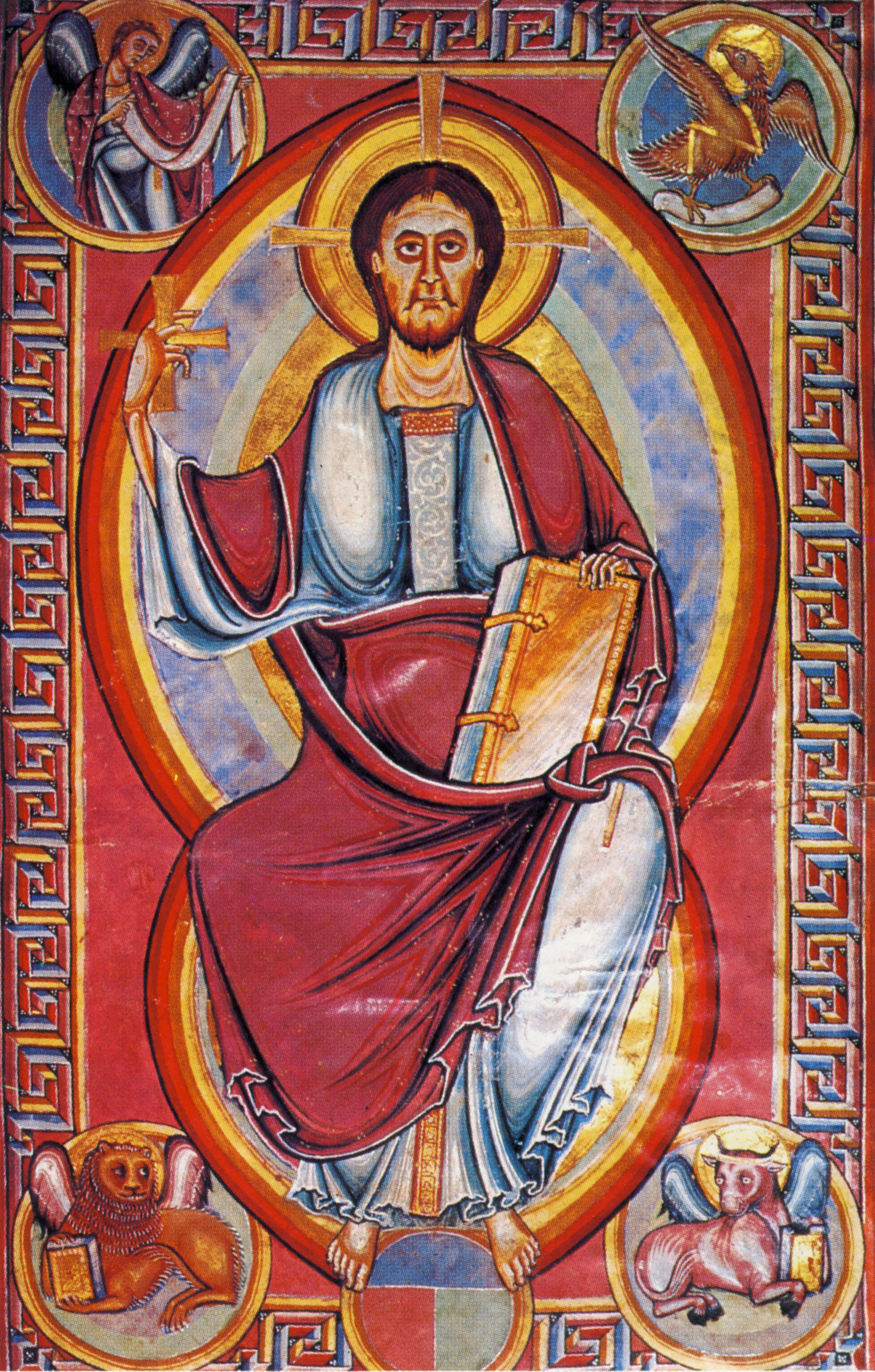
Christ in Majesty từ Stavelot Bible
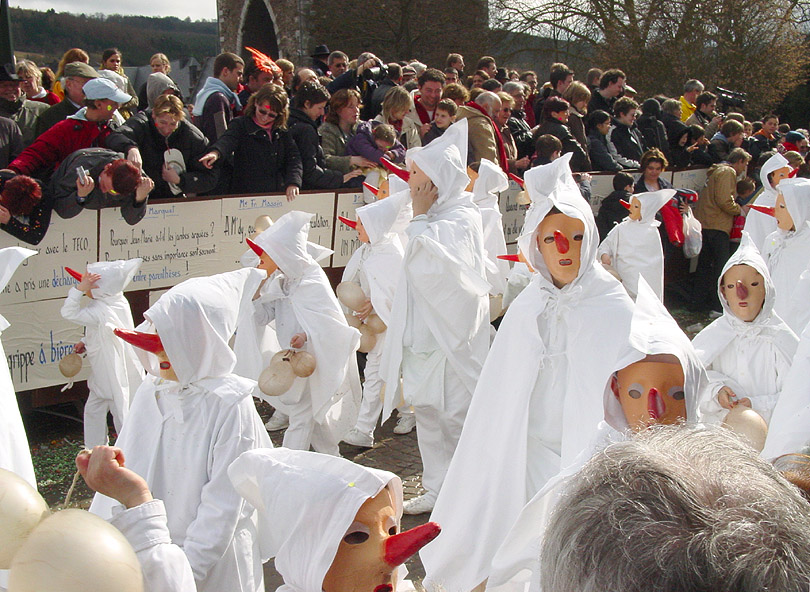
Blancs-Moussis trong Carnaval de la Laetare 2006
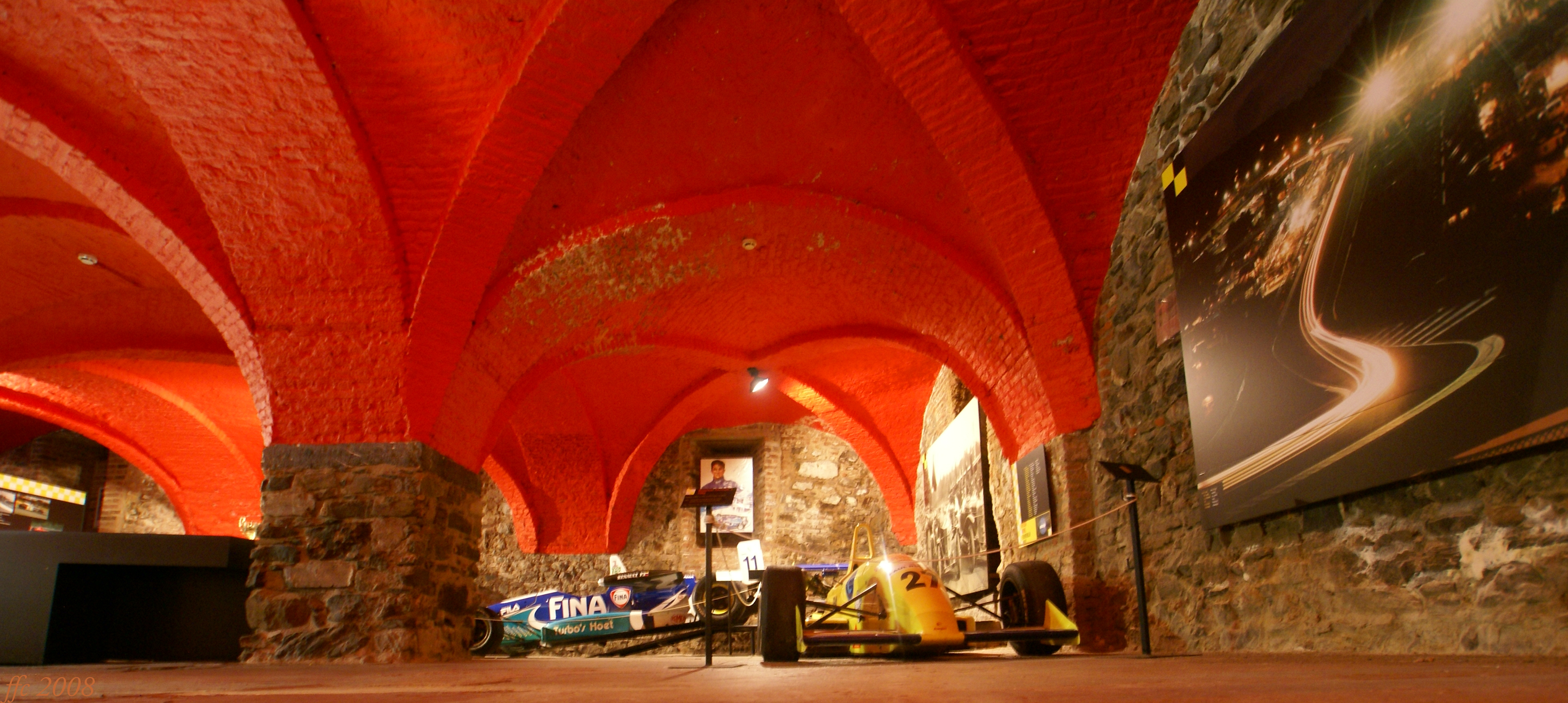
Bảo tàng